# Blues for the Red Sun
Blues for the Red Sun är den amerikanska hårdrocksgruppen Kyuss tredje studioalbum, utgivet 1992. 

## Låtlista
1. "Thumb" (Bjork/Homme) – 4:41
2. "Green Machine" (Bjork) – 3:38
3. "Molten Universe" (Homme/Garcia) – 2:49
4. "50 Million Year Trip (Downside Up)" (Bjork) – 5:52
5. "Thong Song" (Homme) – 3:47
6. "Apothecaries' Weight" (Homme/Garcia) – 5:21
7. "Caterpillar March" (Bjork) – 1:56
8. "Freedom Run" (Homme/Bjork) – 7:37
9. "800" (Homme/Garcia) – 1:34
10. "Writhe" (Homme) – 3:42
11. "Capsized" (Homme/Garcia) – 0:55
12. "Allen's Wrench" (Bjork/Homme) – 2:44
13. "Mondo Generator" (Oliveri) – 6:15
14. "Yeah" (Garcia) – 0:04